# Danh sách vườn quốc gia tại Slovakia
Hiện tại, có 9 vườn quốc gia tại Slovakia đã được thành lập như được trình bày dưới đây. Các thông tin về 9 vườn quốc gia này bao gồm tên, tên tiếng Slovakia, hình ảnh chụp trong vườn quốc gia, vị trí, ngày thành lập, diện tích và liên kết dẫn đến địa điểm của vườn quốc gia trên Google Maps.
| Tên                            | Tên trong tiếng Slovakia      | Hình ảnh    | Vị trí                 | Thành lập                | Diện tích                     | Google Maps                                              |
| ------------------------------ | ----------------------------- | ----------- | ---------------------- | ------------------------ | ----------------------------- | -------------------------------------------------------- |
| Vườn quốc gia Veľká Fatra      | Národný park Veľká Fatra      |             | Dãy núi Veľká Fatra    | Ngày 1 tháng 4 năm 2002  | 403.71 km² (155.87 dặm vuông) | Vườn quốc gia Vườn quốc gia Veľká Fatra trên Google Maps |
| Vườn quốc gia Malá Fatra       | Národný park Malá Fatra       |             | Dãy núi Malá Fatra     | Ngày 1 tháng 4 năm 1988  | 226.3 km² (87.4 dặm vuông)    | Vườn quốc gia Malá Fatra trên Google Maps                |
| Vườn quốc gia Nízke Tatry      | Národný park Nízke Tatry      |             | Low Tatras             | Năm 1978                 | 728 km² (281 dặm vuông)       | Vườn quốc gia Nízke Tatry trên Google Maps               |
| Vườn quốc gia Muránska planina | Národný park Muránska planina |             | Muránska planina       | Ngày 27 tháng 5 năm 1998 | 203.18 km² (78.45 dặm vuông)  | Vườn quốc gia Muránska planina trên Google Maps          |
| Vườn quốc gia Pieniny          | Pieninský národný park        | không khung | Dãy núi Pieniny        | Ngày 16 tháng 1 năm 1967 | 37.5 km² (14.5 dặm vuông)     | Vườn quốc gia Pieniny trên Google Maps                   |
| Vườn quốc gia Poloniny         | Národný park Poloniny         | không khung | Dãy núi Bukovské vrchy | Ngày 1 tháng 10 năm 1997 | 298.05 km² (115.08 dặm vuông) | Vườn quốc gia Poloniny trên Google Maps                  |
| Vườn quốc gia Slovak Karst     | Národný park Slovenský kras   |             | Slovak Karst           | Ngày 1 tháng 3 năm 2002  | 346.11 km² (133.63 dặm vuông) | Vườn quốc gia Slovak Karst trên Google Maps              |
| Vườn quốc gia Slovak Paradise  | Národný park Slovenský raj    |             | Slovak Paradise        | Ngày 18 tháng 1 năm 1988 | 197.63 km² (76.31 dặm vuông)  | Vườn quốc gia Slovak Paradise trên Google Maps           |
| Vườn quốc gia Tatra            | Tatranský národný park        |             | Dãy núi Tatra          | Ngày 1 tháng 1 năm 1949  | 738 km² (285 dặm vuông)       | Vườn quốc gia Tatra trên Google Maps                     |